# Owrāzān
Owrāzān (persiska: آورازان, دِهِ اَورازان, Āvrāzān, Ūrāzān, اورازان, ورازان) är en ort i Iran.   Den ligger i provinsen Alborz, i den norra delen av landet, 70 km nordväst om huvudstaden Teheran. Owrāzān ligger 2 379 meter över havet och antalet invånare är 208.
Terrängen runt Owrāzān är kuperad åt nordväst, men åt sydost är den bergig. Runt Owrāzān är det ganska tätbefolkat, med 86 invånare per kvadratkilometer. Närmaste större samhälle är Shahr-e Jadīd-e Hashtgerd, 19,8 km sydväst om Owrāzān. Trakten runt Owrāzān består i huvudsak av gräsmarker.